# Babylon (альбом W.A.S.P.)
| Оценки критиков | Оценки критиков                                                                    |
| Источник        | Оценка                                                                             |
| --------------- | ---------------------------------------------------------------------------------- |
| Allmusic        | 3,5 из 5 звёзд · 3,5 из 5 звёзд · 3,5 из 5 звёзд · 3,5 из 5 звёзд · 3,5 из 5 звёзд |
| Kerrang!        | (2/5)                                                                              |
| Sleaze Roxx     | 4 из 5 звёзд · 4 из 5 звёзд · 4 из 5 звёзд · 4 из 5 звёзд · 4 из 5 звёзд           |

Babylon — четырнадцатый студийный альбом американской хеви-метал группы W.A.S.P., выпущенный 9 ноября 2009 года.
На написание альбома Лолесс был вдохновлён «Четырьмя всадниками Апокалипсиса» из шестой главы Откровения Иоанна Богослова. В альбом вошли каверы на Deep Purple  Burn (изначально композиция была записана для альбома «Dominator», но по неизвестным причинам не вошла в альбом) и Чака Берри  Promised Land.

## Список композиций
| №  | Название                  | Текст песни     | Музыка                                       | Длительность |
| -- | ------------------------- | --------------- | -------------------------------------------- | ------------ |
| 1. | «Crazy»                   | Блэки Лолесс    | Лолесс                                       | 5:10         |
| 2. | «Live to Die Another Day» | Лолесс          | Лолесс                                       | 4:41         |
| 3. | «Babylon’s Burning»       | Лолесс          | Лолесс                                       | 5:00         |
| 4. | «Burn»                    | Дэвид Ковердэйл | Ричи Блэкмор, Джон Лорд, Ковердэйл, Иэн Пейс | 4:50         |
| 5. | «Into the Fire»           | Лолесс          | Лолесс                                       | 5:54         |
| 6. | «Thunder Red»             | Лолесс          | Лолесс                                       | 4:20         |
| 7. | «Seas of Fire»            | Лолесс          | Лолесс                                       | 4:34         |
| 8. | «Godless Run»             | Лолесс          | Лолесс                                       | 5:43         |
| 9. | «Promised Land»           | Чак Берри       | Берри                                        | 3:13         |

## Состав
- Блэки Лолесс — вокал, ритм и соло-гитара, клавишные
- Дуг Блэр — соло и ритм-гитары
- Майк Дуда — бас-гитара, вокал
- Майк Дюпке — ударные

## Чарты
| Чарты (2009)   | Позиция |
| -------------- | ------- |
| Финляндия      | 31      |
| Швеция         | 24      |
| Швейцария      | 54      |
| Великобритания | 15      |